# Jiangyan
Jiangyan léase Chiáng-Yan (en chino, 姜堰区; pinyin, Jiāngyàn qū; literalmente, ‘mar y colina’) es un distrito urbano bajo la administración directa de la Prefectura Taizhou en la provincia de Jiangsu, República Popular China. Su área es de 927 km² y su población total para 2022 superó los 700 mil habitantes.

## Administración
El distrito de Jiangyan se divide en 14 pueblos que se administran en 4 subdistritos y 10 poblados.

## Personas notables
Jiangyan es más famoso por ser el lugar de nacimiento del ex Secretario General del Partido Comunista de China y ex Presidente de la República Popular de China, Hu Jintao.